# Viksmon
Viksmon is een plaats in de gemeente Sollefteå in het landschap Ångermanland en de provincie Västernorrlands län in Zweden. De plaats heeft 86 inwoners (2005) en een oppervlakte van 34 hectare.